# Caxias
Caxias – miasto w północno-wschodniej Brazylii, w stanie Maranhão.
W mieście rozwinął się przemysł chemiczny.